# Ana Leonídia de Carvalho e Azevedo
Ana Leonídia de Carvalho e Azevedo (Xique-Xique, data desconhecida - Xique-Xique, 1889), foi uma mulher escolarizada, considerada rica e poderosa, que viveu no século XIX, na então vila de Xique-Xique, na Província da Bahia. Foi casada com Manuel Fulgêncio de Azevedo. Ele era proprietário e negociante, além de fazer parte da Guarda Nacional e assumir funções de juiz municipal substituto e vereador. 

## Relações familiares
Ana Leonídia de Carvalho e Azevedo era filha de Emídio José de Carvalho, mas não se sabe o nome de sua mãe. Seu marido, Manoel Fulgêncio de Azevedo, por sua vez, era filho de Francisco Xavier Pereira Lúcio e de Antônia Pereira da Cruz. Há indícios de que Ana Leonídia e seu marido eram parentes próximos, pois o pai de Ana Leonídia, Emídio José de Carvalho, tinha o mesmo sobrenome do avô materno de Manuel Fulgêncio, Teobaldo José de Carvalho (casado com Josefa Pereira da Cruz). Juntos, tiveram seis filhos: Manuel, Francisca Antônia, Laurentina Leopoldina, Emídia Ermelinda, Maria Francisca e Antônio Fulgêncio de Azevedo.
O único filho enviado para fora de Xique-Xique foi o caçula Antônio Fulgêncio, que estudou inicialmente na vizinha vila da Barra do Rio Grande e posteriormente na Corte do Rio de Janeiro, no colégio do doutor Abílio César Borges, o barão de Macaúbas. Após a morte do marido, Ana Leonídia assumiu a tutela do filho, algo incomum na época. Antônio só retornou à vila após o falecimento de sua mãe. Mais tarde, casou-se com sua sobrinha, Delmira Isabel de Magalhães e Azevedo, filha de sua irmã Laurentina Leopoldina. Seguindo os passos do pai, conquistou o posto de Capitão da Guarda Nacional do Batalhão nº 30 da Vila do Urubu (atual Paratinga).

## Patrimônio Familiar
Ana Leonídia e seu marido era um casal conhecido por viver de negócios, vendendo mercadorias e emprestando dinheiro a juros, embora não exclusivamente. Manuel Fulgêncio de Azevedo, marido de Ana Leonídia, foi um grande exemplo de um homem bem-sucedido. Quando faleceu, em outubro de 1867, deixou para a família a maior fortuna entre os inventários encontrados. O casal possuía uma das maiores casas da vila de Xique-Xique, alcançando o valor de 1:500$000 (equivalente a 150 cabeças de gado no período), e duas outras casas.  Entre o patrimônio da família ainda havia quinze escravos, sendo treze adultos (oito homens e cinco mulheres). Eles eram proprietários de diversos lotes de terra, alguns adquiridos por meio de herança. Possuíam um valor de 1:523$950 em objetos e jóias de ouro e prata; um montante de dinheiro no valor de 4:400$000 e dívidas ativas no valor de 17:178$080, que refletiam a condição de negociante do casal. Referente à criação de gado, tinham em torno de 300 cabeças (gado vacum) no valor de 3:500$000 e 71 cabeças (gado cavalar) no valor de 2:675$000. Assim seus bens totalizavam 43:852$930, quantia muito superior àquela encontrada quando da morte de Ana Leonídia, ocorrida em 1889.
Em 1890, o inventário de Ana Leonídia de Carvalho e Azevedo teve como inventariante o genro viúvo Francisco Martins Santiago. Os herdeiros eram o filho Antônio Fulgêncio de Azevedo e os seis netos que eram filhos das suas quatro filhas, já falecidas. A herança deixada era de 3:491$000. Entre os bens não havia mais gados ou animais de carga. Ela também não deixou dinheiro algum. A escravidão foi abolida no ano anterior à sua morte.  Além de algumas porções de terras e duas casas na vila, o restante dos bens era apenas algum mobiliário doméstico e outras poucas peças. A fortuna da poderosa e rica família achava-se em escassez.

## A Justiça na Vila de Xique-Xique
Em junho de 1869, Ana Leonídia foi processada pelo capitão Francisco Veras, que queria cobrar 810$000 em honorários e custos jurídicos relacionados a descrição dos bens de Manuel Fugêncio, falecido em 1867, e a processo relacionados ao uso de ilhas do rio São Francisco que pertenciam ao município de Xique-Xique. Ela contestou as cobranças por transações ligadas às ilhas (Pestana, Coroa do Gado e Ilha do Meio), argumentando que não havia contratado esses serviços e, portanto, não deveria pagar. O juiz concordou com ela e negou a cobrança.
Além de ganhar o processo, Ana Leonídia expôs a fragilidade do capitão ao apresentar dívidas que ele tinha com seu falecido marido e cartas assinadas por ele pedindo novos empréstimos. Isso mostrou seu domínio sobre os negócios da família.
Em 1876, Ana Leonídia foi processada novamente, acusada de tomar posse de três escravos do tenente Celestino Antônio. Dois anos antes, ele havia empenhado os escravizados como garantia de pagamento de uma dívida. O tenente alegou que ela queria vender os escravizados no Rio de Janeiro, mas não conseguiu testemunhas para comprovar. O juiz julgou improcedente a acusação, e Ana Leonídia saiu vitoriosa mais uma vez.
Três anos antes de sua morte, em 1886, Ana Leonídia se envolveu em um caso trágico.  A escrava Maria, que a ela pertencia, levou um tiro no rosto enquanto lavava roupa no porto da vila, época em que Xique-Xique era um local marcado por disputas de poder entre Manoel Martiniano de França Antunes, o líder do grupo político chamado Marrão e o bacharel José Alfredo Machado, líder do grupo chamado Pedras. Essas disputas de poder comumente se transformavam em lutas armadas e foi no contexto de uma dessas lutas que a escrava Maria foi atingida.
Maria resistiu ao ferimento inicialmente, mas faleceu semanas depois. Ana Leonídia denunciou o caso, apontando três suspeitos, entre eles homens de destaque nas disputas pelo poder local, como o próprio Manoel Martiniano de França Antunes. Porém, ela desistiu da acusação, possivelmente por pressão política. Apesar disso, a promotoria continuou investigando com base em testemunhas que ela apresentou. Essas testemunhas relataram que um dos grupos que disputavam o poder político na vila de Xique-Xique proibiu o acesso ao porto. Ao desafiar essa proibição, Ana Leonídia permitiu que Maria se tornasse alvo de violência.

## Morte
Ana Leonídia de Carvalho e Azevedo faleceu em 1889, mais de duas décadas depois da morte de seu marido Manuel Fulgêncio de Azevedo, que faleceu em 1867. Ela vivenciou a morte das quatro filhas e do seu filho Manoel, tendo como seu herdeiro somente o filho mais novo, Antônio Fulgêncio de Azevedo, e os seis filhos que suas quatro filhas deixaram.